# DiskOnChip

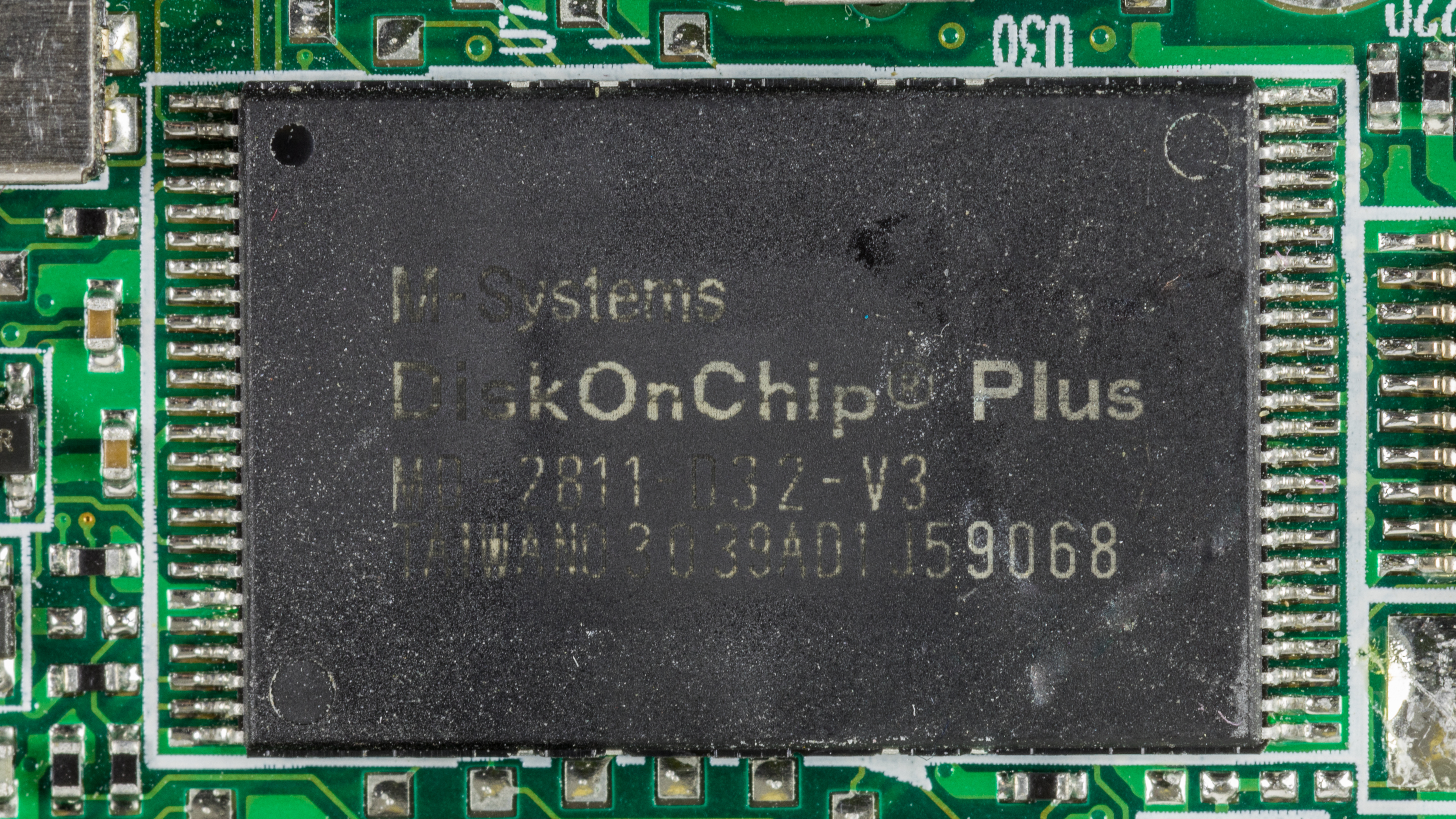
Układ DiskOnChip Plus MD2811-D32-V3 -2991

DiskOnChip (DOC) – dysk SSD izraelskiego producenta M-Systems, wprowadzony na rynek w 1995 r., był pierwszym komercyjnym układem scalonym zawierającym pamięć flash i oprogramowanie zapewniające, że pamięć była widoczna przez komputer jako dysk twardy.
Firma rekomendowała użycie układu w jednopłytowych systemach wbudowanych różnych urządzeń. Produkowała kilka rodzajów układów o różnej pojemności (2 MB – 4 MB), w różnych obudowach (np. DIP, SO-DIMM, TSOP-II), zapewniano narzędzia programistyczne do ich obsługi.
W 1999 r. firma jako pierwsza opracowała także wersję dysku flash dostępną przez USB, zwaną DiskOnKey. W 2006 r. M-System został przejęty przez konkurenta SanDisk.